# San Joaquín, Zapotlanejo
San Joaquín är en ort i Mexiko.   Den ligger i kommunen Zapotlanejo och delstaten Jalisco, i den centrala delen av landet, 400 km väster om huvudstaden Mexico City. San Joaquín ligger 1 757 meter över havet och antalet invånare är 270.
Terrängen runt San Joaquín är kuperad åt nordväst, men åt sydost är den platt. Runt San Joaquín är det ganska tätbefolkat, med 54 invånare per kvadratkilometer. Närmaste större samhälle är Acatic, 12,7 km öster om San Joaquín. Omgivningarna runt San Joaquín är en mosaik av jordbruksmark och naturlig växtlighet.